# Райън Пийк
Райън Пийк (на английски: Ryan Peake; р. 1 март 1973, в Хана, Албърта, Канада) е водещият китарист и вокалист на рок групата „Никълбек“. Райън е вторият най-стар член на групата. Той е женен за Треана и има две деца: Дакс и Акадия.

## Кариера
Пийк е съавтор на някои от най-популярните песни на Никълбек, заедно с Даниел Адаир. По време на преходния период на групата, Пийк става дистрибутор. Пийк пее песни като Super Bon Bon и Saturday Night's Alright (For Fighting). През 2000 г., поради дихателни усложнения, трябва да напусне групата, и Йоан Сел Дефуер го замества, но след това се завръща през 2003 година. В началото на своята кариера Райън основно използва Fender Telecaster и електроакустични китари.